# 建武年中行事
『建武年中行事』（けんむねんちゅうぎょうじ）は、後醍醐天皇が著した有職故実書。全3巻。建武元年（1334年）成立とされるが、天皇が吉野へ逃れた延元2年（1337年）成立説（木藤才蔵説）もある。『仮名年中行事』・『和字年中行事』・『禁裏政要』など多くの異名がある。

## 概要
後醍醐天皇が、立太子以来20年余りの宮中生活の中で経験した多くの宮中における朝儀・公事の内容・作法について記したもので、建武の新政の開始に伴い、朝儀の再興を意図して書かれたと考えられている。
正月の四方拝から年末の追儺・節折までの宮中行事が、月ごとに和文で記述されている。天皇独自の行事などに関する記述もあり、南朝と敵対した北朝においても尊重される（『園太暦』観応2年12月条）など、後世に大きな影響を与えた。後花園天皇（在位1428年 - 1464年）はこれを書写して註釈をつけ、廃れていた行事をこの書に倣って復興するよう、息子の後土御門天皇（在位1464年 - 1500年）に薦めた。のち自身も『後水尾院年中行事』を著した後水尾天皇（在位1611年 - 1629年）も、同書を順徳天皇の『禁秘抄』と並ぶ宝典とし、後世まで残る鑑だと称賛した。

### 刊行文献
- 和田英松注解『建武年中行事』（校訂解説所功、講談社学術文庫、1989年、再版1991年）